# Live Nation
Live Nation is een Amerikaans bedrijf dat zich richt op de organisatie van evenementen. Het bedrijf ontstond in 2005. In dat jaar produceerde en promootte Live Nation meer dan 28.500 evenementen, waaronder concerten, theatershows en motorsport, met in totaal meer dan 61 miljoen bezoekers. Live Nation is eigenaar of gebruiker van 117 locaties (75 in Amerika en 42 elders in de wereld).
Onder de bedrijven die deel uitmaken van Live Nation bevinden zich wereldwijd onder andere Milano Concerti en Friends & Partners Agency (Italië), Welldone Agency & Promotion (Finland), dkbMotor (Denemarken), EMA Telstar (Zweden), Gunnar Eide Concerts (Noorwegen). Ook het Nederlandse bedrijf Mojo Concerts is sinds 2006 een dochteronderneming van Live Nation, evenals (een deel van) het evenementenbeveiligingsbedrijf The Security Company. In België organiseert Live Nation grote festivals als Rock Werchter en Graspop.
De jaarlijkse wereldwijde Monster Jam-tour wordt eveneens georganiseerd door Live Nation. Het bedrijf is niet alleen verantwoordelijk voor de tour, maar is tevens eigenaar van een aantal deelnemende monster trucks waaronder Grave Digger, Superman en Maximum Destruction.
In oktober 2007 werd bekend dat Live Nation een nieuw contract had afgesloten met zangeres Madonna. Daarmee is zij de eerste artiest van het nieuwe muziekproductie-onderdeel Artist Nation. Naast evenementen richt Live Nation zich hiermee nu ook op albums, dvd's, merchandise, fansites en andere muziekzaken. 

In april 2008 werd bekend dat de Amerikaanse rapper Jay-Z ook een contract bij Live Nation zou tekenen. Het zou om een contract van rond de $150 miljoen gaan. Hiermee is het een van de grootste contracten in de muziekindustrie aller-tijden. Dit geld was deels voor het opzetten van een eigen platenlabel door Jay-Z: Roc Nation. Ook andere artiesten zoals U2, Nickelback en Shakira hebben een contract bij Live Nation.
Eind 2018 begon Live Nation met het verzorgen van tours met een politiek karakter waarin Bill en Hillary Clinton en Michelle Obama de hoofdrol kregen.

## Festivals

### België
- Rock Werchter
- TW Classic
- Werchter Boutique
- Graspop Metal Meeting
- CORE Festival
- Whisper

### Nederland
- Bospop
- Down The Rabbit Hole
- Holland International Blues Festival
- Lowlands
- North Sea Jazz Festival
- Parkpop
- Pinkpop
- Stadspark Live
- WOO HAH! x Rolling Loud